# Johannes Robert Becher
Johannes Robert Becher (Monaco di Baviera, 22 maggio 1891 – Berlino Est, 11 ottobre 1958) è stato un poeta e politico tedesco.

## Biografia
Dopo la sua partecipazione alla prima guerra mondiale, divenne un convinto pacifista. Nel 1923 si iscrisse al Partito Comunista Tedesco (KPD), divenendo redattore dell'organo ufficiale Rote Fahne (Bandiera Rossa). Durante il nazismo, Becher fu privato della cittadinanza tedesca, così andò in esilio a Mosca, soggiornando inizialmente presso l'Hotel Lux, dove trovò lavoro come giornalista dal 1935 al 1945. Nel 1945 tornò in Germania, dove partecipò alla costruzione della DDR, divenendone nel 1954 Ministro della Cultura. Nel 1952 fu insignito del Premio Lenin per la pace.
Nelle sue prime opere esalta i capi della rivoluzione; la missione renditrice del proletariato e la fratellanza universale. Nell'opera Ritmi meccanici (Maschinenrhythmen, 1926) sottolinea la decadenza della società capitalistica. Una volta in esilio adotta un metodo di scrittura più popolare per accedere più facilmente all'interesse delle masse e cercare di essere utile alla causa politica. Egli è anche l'autore di Auferstanden aus Ruinen che è poi stato adottato come inno nazionale della Repubblica Democratica Tedesca nel 1949.